# Tony Stevens
Tony Stevens (12 de septiembre de 1949 en Londres) es un músico británico, reconocido por su trabajo como bajista en las agrupaciones Foghat, Savoy Brown y Nobodys Business. Se unió a la banda de blues rock Savoy Brown en 1968, contribuyendo en cuatro producciones discográficas de la agrupación. Junto a Roger Earl, Rod Price y Dave Peverett fundó la banda Foghat en enero de 1971. Abandonó la agrupación en 1975 luego de grabar cuatro álbumes de estudio. Después de su salida de Foghat, Stevens se desempeñó principalmente como músico de sesión, componiendo música para bandas sonoras y colaborando con otros artistas. En 1994 se reunió con los músicos originales de Foghat para grabar el álbum Return of the Boogie Men. En 2003 participó en la grabación del álbum Family Joules de la misma agrupación.

## Discografía

### Savoy Brown
- Blue Matter (1969)
- A Step Further (1969)
- Raw Sienna (1969)
- Looking In (1970)

### Foghat
- Foghat (1972)
- Rock and Roll (1973)
- Energized (1974)
- Rock and Roll Outlaws (1974)
- Return of the Boogie Men (1994)
- Road Cases (1998)
- Family Joules (2003)